# Maldat sota el sol
Evil under the Sun és una novel·la d'Agatha Christie de la sèrie del detectiu fictici Hercule Poirot, amb un argument similar a la seva anterior Death on the Nile, tornant a temàtiques més clàssiques després d'aparèixer Hitler, Mussolini, els comunistes i les camises negres a Un, dos, corda'm la sabata. Va ser publicada al Regne Unit per Collins Crime Club el juny de 1941.
N'existeixen dues versions cinematogràfiques: Mort sota el sol de 1982, amb Peter Ustinov com a Hercule Poirot i filmada a Mallorca; un capítol de la sèrie Agatha Christie's Poirot de 2001, amb David Suchet en el paper del famós detectiu, en 1999 la BBC va fer una versió radiofònica, i en 2007 un joc per PC.